# Saison 1 de Capitaine Marleau
Chronologie
Saison 2
Cet article présente le guide des épisodes de la première saison de la série télévisée Capitaine Marleau.

## Première saison (2015-2016)

### Épisode 1:Philippe Muir
- Belgique : 5 septembre 2015 sur La Une
- Suisse : 10 septembre 2015 sur RTS Deux
- France : 15 septembre 2015 sur France 3
- Espagne : 5 septembre 2019 sur Antena 3

- France : 3,73 millions de téléspectateurs (15,3 % de part d'audience)[1] (première diffusion)

Par ordre d'apparition au générique de fin :
- Gérard Depardieu : Philippe Muir
- Hélène Vincent : Blanche Muir
- Catherine Wilkening : Cécile Castelnau
- Jean-Claude Drouot : Léopold Salaun
- Jean Benguigui : Pierre Lacoudre
- Samuel Mercer : Samuel Muir
- Vanessa Liautey : Manuela Morales
- Camille Razat : Salomé Delevigne
- Julie Dumas : Jennifer Lavaud
- Marie-Thérèse Ferret : La gitane
- Jérôme Kircher : Le professeur de théâtre
- Jess Avril : La fille aux cheveux bleus
- Audrey Montpied : La serveuse de la Villa Rouge
- Olivier Cabassut : L'employé de la morgue
- Sophie Chamoux : Héloïse Muir
- Victor Assie : Le gendarme
- Xavier Alcan : Le gendarme de la cellule
- Philippe Van Den Bergh : Le pompier
- Robin Causse : Le DJ de la Villa Rouge
- Rose Harlean : Club Dancer[2]

### Épisode 2:Le Domaine des sœurs Meyer
- Belgique : 11 mars 2016 sur La Une
- Suisse : 8 avril 2016 sur RTS Un
- France : 10 mai 2016 sur France 3

- France : 4,42 millions de téléspectateurs (18,4 % de part d'audience)[3] (première diffusion)

- Sagamore Stévenin : Dimitri Nobécourt
- Bulle Ogier : Katel Meyer
- Jean-Pierre Marielle : Frantz Meyer
- Sophie Cattani : Clara Meyer
- Christine Brücher : Augustine Meyer
- Sophie Verbeeck : Pétra Meyer
- Marius Colucci : Oscar Langevin
- Catherine Samie : Hadrienne Nobécourt
- Morgane Nairaud : Bénédicte Hartmann
- Valéry Schatz : Rodolphe Gardener
- Sophie Quinton : Katel jeune
- Luc Schillinger : Curé
- Sébastien Bizzotto : Réceptionniste hôtel
- Patricia Marmoras : Infirmière
- Louis Perea et Baptiste Rolland : Dimitri 3 ans
- Léna Astier : Augustine 8 ans
- Thomas Christ : Videur boîte de nuit

### Épisode 3:Les Mystères de la foi
- Belgique : 21 avril 2016 sur La Une
- Suisse : 24 juin 2016 sur RTS Un
- France : 6 septembre 2016 sur France 3

- France : 4,24 millions de téléspectateurs (17,8 % de part d'audience)[4] (première diffusion)

- Victoria Abril : Mère Louise
- Stéphan Guérin-Tillié : Père Vincent
- Irène Jacob : Sœur Maryse
- Catherine Ferran : Catherine, la médecin légiste
- Agathe Natanson : Sœur Françoise
- Jeanne Cohendy : Sœur Béatrice
- Cathy Bernecker : Sœur Célestine
- Vincent Martin : Jean, le jardinier
- Aymeric Demarigny : le brigadier Brière
- Philippe du Janerand : le directeur de l'hôtel
- Stéphanie Murat : la femme de chambre de l'hôtel
- Fanny Escobar : Manuela Lopez
- Gabriel Micheletti : l'Abbé Grégoire
- Xavier Boulanger : le commandent de la gendarmerie
- Céline d'Aboukir : la femme en sanglots
- Robin Causse : le jeune gendarme
- Marc Meri : Carlos à 20 ans
- Joey Marsaud : le jeune homme de 1977
- Dominique Kling : un gendarme
- Alexandre Cantini : un routier
- Patrick Barbelin : un routier

### Épisode 4:Brouillard en thalasso
- Suisse : 8 septembre 2016 sur RTS Deux
- France : 13 septembre 2016 sur France 3
- Belgique : 21 décembre 2019 sur La Une

- France :  4,61 millions de télespectateurs (20 % de part d'audience)[5]

- Muriel Robin : Garance Thibaut
- Bruno Todeschini : Luc Férey
- Claire Nebout : Milena Férey
- Frédéric van den Driessche : Paul Thibaut
- Pierre Perrier : Clément Thibaut
- Alain-Fabien Delon : Marin Cibie
- Julien Derouault : Vladimir Lipinski, le chorégraphe
- Pauline Cheviller : Coralie Mons
- Jean-Claude de Goros : Michel
- Aymeric Demarigny : brigadier Brière
- Clara Guipont : Françoise
- Maud Galet-Lalande : Marie
- Philippe Lelièvre : Jojo
- Delphine Wespiser : Réceptionniste de l'hôtel
- Fayssal Benbahmed, Dominique Kling : Gendarmes
- Jean Lorrain : Vieil homme élégant
- Philippe Ohrel, Aude Koegler : Clients de l'hôtel
- Thomas Bronesky : Instructeur
- Frédéric Solunto : Veilleur
- Fanny Sage, Fanny Gombert, Nam Kyung Kim, Pascal Beugré et Alexis Ochin : Danseurs

### Épisode 5:En trompe-l'œil
- Suisse : 13 septembre 2016 sur RTS Un
- France : 21 mars 2017 sur France 3
- Belgique : 12 décembre 2020 sur La Une

- France : 6,19 millions de téléspectateurs (26,1 % de part d'audience)[6]

- Pierre Arditi : Gilles Garin
- Aure Atika : Judith Garin
- Michel Fau : Marc Durieux
- Cyrille Eldin : Cédric Augier
- Sophie Quinton : Corinne Vidal
- Catherine Allégret : Fanny Brun
- Kader Boukhanef : Adjudant Tahar
- Félix Bossuet : Alex
- Morgane Cabot : Elsa Floriot
- Jérôme Huguet : Julien Brun
- Clara Guipont : Joséphine
- Thierry Levaret : Carl
- Michel Cantin : Lucien
- Nicolas Carpentier : gendarme Mathieu
- Catherine Roux, Philippe Giai-Miniet : homme et femme parc
- Alain Buron, Philippe Jenijevic : clients comptoir
- Elodie Godart : employée
- Aramis, Antonin Graziani : jumeaux Garin (Alex et Léo)
- Pauline Moulène : femme TIC

### Épisode 6:La Nuit de la lune rousse
- Suisse : 14 mars 2017 sur RTS Un
- France : 28 mars 2017 sur France 3
- Belgique : 21 avril 2018 sur La Une

- France : 6,3 millions de téléspectateurs (25 % de part d'audience)

- Sandrine Bonnaire : Jeanne Dewaere
- Manuel Blanc : Alain Peras
- Alain Fromager : Michel Chalard
- Aymeric Demarigny : le brigadier Brière
- Marius Colucci : Oscar Langevin
- Vincent Primault : Gabriel
- Jean-Claude Drouot : Léopold Salaun
- Céline Samie : Émilie Guingand
- Louison Bergman : Manon Bechet
- Anne-Hélène Orvelin : Véronique Mignon
- David Martins : Jean-Claude
- Florian Wormser : Julien Redon
- Sylvain Urban : Léonard Vincenne
- Marc Schweyer : le patron du café
- Sandor Funtek : Marco Ferrari
- Philippe Ohrel : un officier du GIGN
- Charles Leckler : Arthur Lerois
- Pascale Jaeggy : la mère de Jeanne
- Albert Goldberg : Robert Pedrier
- Régis Boughazra : le client du café
- Florian Bakalec : un officier du GIGN
- Marie Schoenbock : la gendarme
- Clément Labopin : l'élève
- Frédéric Moulard : le gendarme

### Épisode 7:À ciel ouvert
- Suisse : 25 mars 2017 sur RTS Un
- France : 4 avril 2017 sur France 3
- Belgique : 22 juin 2019 sur La Une

- France : 5,788 millions de téléspectateurs (22,2 % de part d'audience), puis rediffusé le 08.05.2018 (face à la finale de coupe de France 2018) : 2e place de la TNT avec cinq millions de téléspectateurs (21% de part d'audience).

- Géraldine Pailhas : Clémence Dos Santos / Clara de Combelle
- Charles Berling : Carlos Dos Santos
- Jacques Spiesser : Thibault Le Preux
- Julie Depardieu : Jeannette Poupeaux
- Mark Grosy : Ismaël Diallo
- Dani : Elvira Chastagne
- François-Dominique Blin : Isidore
- Laura Giudice : Alexandrine Raguenes
- Bernard Ballet : Bernard Raguenes
- Rodolphe Pauly : Jean-Jules
- Wahid Bouzidi : Gendarme accueil
- Roland Menou : Olaf
- Jean-Claude Drouot : Léopold Salaun
- François Négret : Médecin légiste
- Adrienne Pauly : Amie d'Olaf
- Karine Acrover : Doublure Clara/Clémence